# Michael Catron
Compléments
site web
Michael Catron, né le 9 octobre 1954, est un éditeur de comic book.

## Biographie
Catron rencontre Gary Groth alors qu'ils sont tous deux étudiants à l'Université du Maryland. En 1974, Catron et Groth organisent une convention sur le rock and roll prés de Washington qui est un échec. Néanmoins, ils décident de travailler ensemble et lance le magazine consacré au rock, Sounds Fine qui dure jusqu'en 1979. Pendant cette période, Catron travaille aussi comme assistant de relations publiques pour Mike Gold alors employé par DC Comics.
En 1976 Catron et Groth fondent la maison d'édition Fantagraphics Books alors situé à College Park dans le Maryland. Ils rachètent un magazine publicitaire nommé The Nostalgia Journal qu'ils rebaptisent en The Comics Journal. Catron reste coéditeur de Fantagrahics jusqu'en  1985, et s'occupe aussi de la publicité et de la diffusion de The Comics Journal de 1982 à 1985.
En 1986, Catron fonde Apple Comics, qui est d'abord un sous-traitant de WaRP Graphics de Wendy et Richard Pini'. Peu après Apple édite des titres originaux et devient connu pour ses éditions de comics de guerre en particulier le titre Vietnam Journal. Mais en 1994, Apple ferme.
Catron a aussi été l'agent pour les héritiers de Joe Shuster, le cocréateur de Superman.
Au début de l'année 2012, Catron emménage à Seattle et retrouve sa place d'éditeur chez Fantagraphics,.